# 医師養成課程を持つオーストラリアの大学一覧
医師養成課程を持つオーストラリアの大学一覧（いしようせいかていをもつおーすとらりあのだいがくいちらん）では、医師の養成課程を有するオーストラリアの大学の一覧を示す。

## 首都特別地域
- オーストラリア国立大学・College of Medicine, Biology and Environment（英語）（首都特別地域）

## ニューサウスウェールズ州
- シドニー医科大学（英語版）（ニューサウスウェールズ州・シドニー）
- ニューサウスウェールズ大学

School of Medical Sciences, Faculty of Medicine（英語）（ニューサウスウェールズ州・シドニー）
- ウェスタンシドニー大学

School of Medicine（英語）（ニューサウスウェールズ州・シドニー）
- ウーロンゴン大学

School of Medicine, Faculty of Science, Medicine and Health（ニューサウスウェールズ州・ウロンゴン）
- ニューカッスル大学

School of Medicine and Public Health（英語）（ニューサウスウェールズ州・ニューカッスル）
- ニューイングランド大学

School of Rural Medicine, Faculty of Medicine and Health（ニューサウスウェールズ州・アーミデイル）
- ノートルダムオーストラリア大学

School of Medicine, Sydney Campus（ニューサウスウェールズ州・シドニー）
- マッコーリー大学

Faculty of Medicine and Health Sciences（ニューサウスウェールズ州・シドニー）
Australian School of Advanced Medicine（英語）（ニューサウスウェールズ州・シドニー）
専門医大学
- 王立オーストラリア内科医大学（英語版）（ニューサウスウェールズ州・シドニー・マックォーリー ストリート（シドニー中心業務地区））
- オーストラリアスポーツ運動内科医大学（英語版）（ニューサウスウェールズ州・シドニー・ロードス）
- 王立オーストラリア病理医大学（英語版）（ニューサウスウェールズ州・シドニー・サリーヒルズ（英語版））

## ビクトリア州
- メルボルン大学

Faculty of Medicine, Dentistry and Health Sciences（英語）（ビクトリア州・メルボルン・パークビル）
- モナシュ大学

Monash School of Medicine, Faculty of Medicine, Nursing and Health Sciences（英語）（ビクトリア州・メルボルン・クレイトン）
- ディーキン大学

School of Medicine（英語）（ビクトリア州・ジーロング）
専門医大学
- 王立オーストラリア医療管理大学（英語版）（ビクトリア州・メルボルン・東ハウソーン（英語版））
- 王立オーストラリア外科医大学（英語版）（ビクトリア州・メルボルン・東メルボルン（英語版））
- オーストラリア救急医大学（英語版）（ビクトリア州・メルボルン・西メルボルン（英語版））
- オーストラリア・ニュージーランド麻酔科医大学（英語版）（ニューサウスウェールズ州・シドニー・セントキリダ・ロード（英語版））
- 王立オーストラリア一般開業医大学（英語版）（ビクトリア州・メルボルン・東メルボルン（英語版））
- 王立オーストラリア・ニュージーランド産婦人科医大学（英語版）（ビクトリア州・メルボルン・東メルボルン（英語版））
- 王立オーストラリア・ニュージーランド精神科医大学（英語版）（ビクトリア州・メルボルン・東メルボルン（英語版））

## クイーンズランド州
- ボンド大学

Faculty of Health Sciences & Medicine（クイーンズランド州・ゴールドコースト・ロビーナ）
- グリフィス大学

Medicine, dentistry and health（クイーンズランド州・ゴールドコースト）
- ジェームズクック大学

Medicine, College of Medicine and Dentistry（クイーンズランド州・タウンズビル）
- クイーンズランド大学

Faculty of Medicine, University of Queensland Mayne Medical School（英語）（クイーンズランド州・ブリスベン・ハーストン）

## 西オーストラリア州
- ノートルダムオーストラリア大学

School of Medicine, Fremantle Campus（西オーストラリア州・フリーマントル）
- 西オーストラリア大学

School of Medicine（英語）（西オーストラリア州・パース）
- カーティン大学

Curtin Medical School, Faculty of Health Sciences（西オーストラリア州・ベントレー（西オーストラリア州））

## 南オーストラリア州
- アデレード大学

Adelaide Medical School（南オーストラリア州・アデレード）
- フリンダース大学

Department of Medicine, College of Medicine and Public Health（南オーストラリア州・アデレード）

## タスマニア州
- タスマニア大学

Tasmanian School of Medicine, College of Health and Medicine（英語）（タスマニア州）